# Ентоні Лурлінг
Ентоні Лурлінг (нід. Anthony Lurling, нар. 22 квітня 1977, Гертогенбос) — нідерландський футболіст, що грав на позиції півзахисника.
Виступав, зокрема, за клуб «НАК Бреда», а також молодіжну збірну Нідерландів.

## Клубна кар'єра
У дорослому футболі дебютував 1994 року виступами за команду «Ден Босх», у якій провів п'ять сезонів, взявши участь у 135 матчах чемпіонату. 
Згодом з 1999 по 2007 рік грав у складі команд «Геренвен», «Феєнорд», «НАК Бреда», «Кельн», «Валвейк» та «Ден Босх».
Своєю грою за останню команду знову привернув увагу представників тренерського штабу клубу «НАК Бреда», до складу якого повернувся 2007 року. Цього разу відіграв за команду з Бреди наступні сім сезонів своєї ігрової кар'єри. Більшість часу, проведеного у складі «НАК Бреда», був основним гравцем команди.
Протягом 2014 року знову захищав кольори клубу «Геренвен».
Завершив ігрову кар'єру у команді «Ден Босх», у складі якої вже виступав раніше. Повернувся до неї 2014 року, захищав її кольори до припинення виступів на професійному рівні у 2016 році.

## Виступи за збірну
У 2000 році залучався до складу молодіжної збірної Нідерландів. На молодіжному рівні зіграв у 5 офіційних матчах, забив 1 гол.